# ایستگاه هیراتسوکا
ایستگاه هیراتسوکا (به ژاپنی: 平塚駅, Hiratsuka-eki) یک ایستگاه قطار وابسته به خط اصلی توکایدو است که در هیراتسوکا، کاناگاوا در استان کاناگاوا قرار دارد.